# Liste rechtsextremer und neonazistischer Vorfälle in der FPÖ
Die Liste rechtsextremer und neonazistischer Vorfälle in der FPÖ dokumentiert bekannte Vorfälle von Rechtsextremismus, Neonazismus, Rassismus und Xenophobie in der Zeit nach 1945, die von Personen handeln, welche zum Zeitpunkt des Vorfalls Funktionäre der österreichischen Freiheitlichen Partei Österreichs (FPÖ) waren. Die Spalte Datum in der Tabelle gibt, falls nicht anders angegeben, den Zeitpunkt des medialen Bekanntwerdens des Vorfalls wieder. Als Grundlage dient die Liste des Mauthausen Komitee Österreich, das eine Broschüre mit dem Titel Einzelfälle und Serientäter herausgibt. Bei allen laufenden Verfahren gilt die Unschuldsvermutung.

## Liste (unvollständig)
| Datum                 | Vorfall | Beteiligte                                                                                  | Reaktionen (falls bekannt) | Belege                                                  |
| --------------------- | --- | ------------------------------------------------------------------------------------------- | --- | ------------------------------------------------------- |
| 1975                  | Simon Wiesenthal deckt Details über die SS-Vergangenheit von Parteichef Friedrich Peter auf, was zur Kreisky-Peter-Wiesenthal-Affäre führt. Peters Einheit tötete 1941 mindestens 17.000 Juden und 25.000 sowjetische Kriegsgefangene. Peter bestreitet, an den Erschießungen beteiligt gewesen zu sein oder davon gewusst zu haben. | Friedrich Peter, Bruno Kreisky, Simon Wiesenthal                                            | Kreisky-Peter-Wiesenthal-Affäre | [ 2 ]                                                   |
| 1985                  | Der FPÖ-Verteidigungsminister Friedhelm Frischenschlager begrüßt den NS-Kriegsverbrecher Walter Reder, ehemals SS-Sturmbannführer, der als Befehlshaber beim Massaker von Marzabotto zu lebenslanger Haft verurteilt worden war, bei dessen Rückkehr nach Österreich per Handschlag. | Friedhelm Frischenschlager, Walter Reder                                                    | | [ 3 ]                                                   |
| 1986                  | Der Schriftleiter der FPÖ-Wochenzeitung Kärntner Nachrichten, Andreas Mölzer, tritt als Autor in der Publikation NHB-report des rechtsextremen Nationaldemokratischen Hochschulbundes (NHB) in Erscheinung. | Andreas Mölzer                                                                              | | [ 4 ]                                                   |
| 1990                  | Landeshauptmann von Kärnten und FPÖ-Parteiobmann Jörg Haider ist Festredner vor „alten Kameraden“, etwa der SS, auf dem Ulrichsberg bei Klagenfurt. | Jörg Haider                                                                                 | | [ 5 ]                                                   |
| 1993                  | Der Soziologe und rechtsextreme Autor Robert Hepp aus Deutschland referiert beim Freiheitlichen Bildungswerk der FPÖ. | Freiheitliches Bildungswerk der FPÖ                                                         | | [ 4 ]                                                   |
| 1990er-Jahre          | Der ehemalige 3. Nationalratspräsident Martin Graf ist Mitglied der vom DÖW als rechtsextrem eingestuften Wiener akademischen Burschenschaft Olympia. | Martin Graf                                                                                 | | [ 6 ]                                                   |
| 2006                  | Der Bundesrat John Gudenus stellte die Existenz von Gaskammern im Dritten Reich in Frage und hatte zudem im KZ Mauthausen die Zustände im KZ während der Zeit des Nationalsozialismus verharmlost. | John Gudenus                                                                                | Wegen NS-Wiederbetätigung zu einem Jahr bedingter Haft verurteilt. | [ 7 ]                                                   |
| 6. Mai 2006           | Bei einem Sonderparteitag begrüßte FPÖ-Bezirksrat Walter Sucher, Alter Herr der Burschenschaft Olympia und Obmann des Rings volkstreuer Verbände, seine Parteikollegen am Ende demonstrativ mit „Heil“. | Walter Sucher                                                                               | Der Fall rief Kritik durch SPÖ, ÖVP und die Grünen hervor, FPÖ-Generalsekretär Harald Vilimsky ortet in den Aussagen jedoch eine „mehr als künstliche Aufregung“. Die Staatsanwaltschaft nahm von Amts wegen Ermittlungen auf. | [ 8 ]                                                   |
| 29. August 2006       | Der ehemalige Wiener FPÖ-Bezirksrat Wolfgang F. verschickte rund 300 selbst gebrannte CDs. Darin wiederholte er seine die Gaskammern und weitere NS-Verbrechen leugnenden sowie die Opferzahlen des Holocaust anzweifelnden Thesen, deretwegen er bereits 2003 zu einer teilbedingten Haftstrafe verurteilt worden war. | Wolfgang F.                                                                                 | Auf Grund des raschen Rückfalls widerrief ihm das Gericht auch den damals auf Bewährung ausgesprochenen Strafteil von zwei Jahren. Er wurde später vom OGH zu 18 Monaten unbedingter Haft verurteilt. | [ 9 ]                                                   |
| 7. November 2006      | Der Nationalratsabgeordnete Wolfgang Zanger (FPÖ) sorgt mit seiner Aussage „Natürlich gab es gute Seiten am NS-Regime, nur die hören wir alle nicht mehr. Alle lechzten nach Beschäftigung, nach ein bisschen Hoffnung, und als dann der Führer gekommen ist, der dann angefangen hat mit verschiedenen Bauideen oder Straßenbau – die Autobahnen sind damals entstanden –, das hat den Leuten Hoffnung gegeben. Und ich glaube schon, dass in so einer Situation, wo man wirklich ganz unten ist, die Leute dieses alles dankbar aufnehmen.“ für Aufregung. | Wolfgang Zanger                                                                             | FPÖ-Parteichef Heinz-Christian Strache stellte klar, dass es für Zanger wegen seiner Aussage „eine Kopfwäsche“ gegeben hätte. Zanger habe eine Klarstellung vorgenommen und sich von der NS-Ära distanziert. Strache: „Wir nehmen die Entschuldigung zur Kenntnis, eine derartige Äußerung darf nie wieder vorkommen.“ |                                                         |
| 2006                  | Bei der konstituierenden Nationalratssitzung nach der Wahl 2006 trugen alle Mandatare der Freiheitlichen Partei die Kornblume. Die Kornblume, bereits zur Zeit der Österreichisch-Ungarischen Monarchie als Symbolblume der alldeutschen Bewegung von Georg Ritter von Schönerer das traditionelle Abzeichen des „Dritten Lagers“, wurde von den illegalen Nazis in Österreich im Zeitraum 1933–1938 wegen des Hakenkreuz-Verbotes als Ersatzsymbol gewählt. | FPÖ-Nationalratsklub                                                                        | |                                                         |
| 19. September 2008    | Eine Delegation der FPÖ unter Führung von Generalsekretär Harald Vilimsky und dem EU-Abgeordneten Andreas Mölzer nimmt an einem europäischen „Anti-Islamisierungskongress“ in Köln teil, der von der extrem rechten Bürgerbewegung pro Köln organisiert wurde. Bundesparteivorsitzender Heinz-Christian Strache nimmt nicht physisch teil, betont aber in seiner im Internet zugänglichen Grußbotschaft, dass er die Intention des Kongresses und auch die Veranstalter von „Pro Köln“ „aus vollstem Herzen“ unterstütze. | Harald Vilimsky, Andreas Mölzer, Heinz-Christian Strache u. a.                              | | [ 10 ] [ 11 ]                                           |
| 2008                  | Auf der Homepage des Ex-FPÖ Abgeordneten Karlheinz Klement wurden antisemitische Texte veröffentlicht: „Das jüdische Volk hätte aus dem Holocaust nichts gelernt und braucht eine zweite Lektion. Wenig Trauer würde es hervorrufen, wenn alle Juden auf einem Schlag gleichzeitig von der Welt scheiden würden“ – Originalzitat laut Staatsanwaltschaft | Karlheinz Klement                                                                           | Am 23. September 2009 wurde Klement wegen Verhetzung zu einer Bewährungsstrafe von fünf Monaten verurteilt | [ 12 ]                                                  |
| Februar 2013          | Ein FPÖ-Gemeinderat aus Franking verbreitet auf Facebook ein Foto, das Angela Merkel mit einem Davidstern und dem Schriftzug „Vaterlandsverräterin“ zeigt. Nachdem die Öffentlichkeit davon erfährt, tritt er aus der Partei aus. | Ein FPÖ-Gemeinderat                                                                         | | [ 13 ]                                                  |
| Februar 2013          | Der FPÖ-Gemeindevorstand in Aurolzmünster, Michael Gruber, beleidigt den damaligen Leiter des Dokumentationsarchivs des österreichischen Widerstands als „Judenschwein“ und droht ihm mit der Ermordung. | Michael Gruber                                                                              | Gruber wurde wegen NS-Wiederbetätigung und gefährlicher Drohung zu 18 Monaten bedingter Haftstrafe verurteilt. | [ 13 ]                                                  |
| April 2013            | Der FPÖ-Fraktionsobmann Sebastian Ortner muss wegen Bekanntwerden mehrerer rechtsextremer Aktivitäten, wie z. B. in Beisein des Neonazis Gottfried Küssel das Üben politisch Andersdenkende zu ermorden, zurücktreten. | Sebastian Ortner, Gottfried Küssel                                                          | | [ 13 ]                                                  |
| Jänner 2014           | Der ein Jahr zuvor wegen NS-Wiederbetätigung und Morddrohung verurteilte, mittlerweile aus der FPÖ ausgetretene Michael Gruber lässt sich als Kandidat der Freiheitlichen Arbeitnehmer bei der Arbeiterkammerwahl in Oberösterreich aufstellen. | Michael Gruber                                                                              | | [ 13 ]                                                  |
| Jänner 2014           | Der Landesobmann der Freiheitlichen Arbeitnehmer Oberösterreichs, Manfred Pühringer, beleidigt auf Facebook einen kürzlich einem Mordanschlag zum Opfer gefallenen SPÖ-Gemeinderat mit serbisch-bosnischen Wurzeln als „Handgranaten-Tschusch“. | Manfred Pühringer                                                                           | | [ 13 ]                                                  |
| Februar 2014          | Die FPÖ-Fraktion im Kärntner Landtag lehnt als einzige die Errichtung einer Gedenkstätte für NS-Opfer im ehemaligen Gestapo-Hauptquartier in Klagenfurt ab. | FPÖ-Landtagsfraktion Kärnten                                                                | | [ 13 ]                                                  |
| Februar 2014          | Die von Andreas Mölzer herausgegebene und vom freiheitlichen Nationalratsabgeordneten Wendelin Mölzer, seinem Sohn, redigierte Zeitung „Zur Zeit“ verhöhnt den von der SS ermordeten Widerstandskämpfer Richard Bernaschek mit der Aussage, dass ihn in Mauthausen „der Quiqui ereilt“ habe. | Andreas Mölzer, Wendelin Mölzer                                                             | | [ 13 ]                                                  |
| März 2014             | Andreas Mölzer vergleicht in einer Podiumsdiskussion die Europäische Union mit dem „Dritten Reich“ und bezeichnet sie als „Negerkonglomerat“. | Andreas Mölzer                                                                              | | [ 13 ]                                                  |
| April 2014            | Andreas Mölzer, der schon zuvor mit diversen rechtsextremen Aussagen auf sich aufmerksam gemacht hat, beleidigt den österreichischen Fußball-Nationalspieler David Alaba mit rassistischen Äußerungen. | Andreas Mölzer                                                                              | Mölzer muss infolge dieser Aussage von der Kandidatur zur Europawahl zurücktreten. | [ 13 ] [ 14 ]                                           |
| 20. April 2014        | Der FPÖ-Landtagsabgeordnete Martin Huber schreibt auf Facebook: „Herzlichen Glückwunsch an jene, die heute Geburtstag haben“. Dies wurde anlässlich Hitlers 125. Geburtstag als Wiederbetätigung verurteilt | Martin Huber                                                                                | Selbst seine ehemalige Partei, die FPÖ, stellte eine Anspielung auf Hitlers Geburtstag fest und schloss ihn aus der Partei aus. Huber wurde zu zwölf Monaten bedingter Haft verurteilt. | [ 15 ]                                                  |
| Juni 2014             | Der FPÖ-Gemeinderat und -Ortsparteiobmann von Groß-Enzersdorf, Rudolf Fischer, verbreitet auf Facebook rassistische Propaganda, wie „Menschen sind wie Bananen. Keiner mag die Schwarzen!“ | Rudolf Fischer                                                                              | | [ 13 ]                                                  |
| Juni 2014             | Christian Hafenecker, Landesparteisekretär der FPÖ Niederösterreich und Nationalratsabgeordneter, bezeichnet Kritiker des Rassismus als „Moralapostel“. | Christian Hafenecker                                                                        | | [ 13 ]                                                  |
| September 2014        | Der damalige stellvertretende FPÖ-Bundesparteiobmann Johann Gudenus warnt bei einem Treffen rechtsextremer Politiker in Moskau vor einer „Homosexuellenlobby“, die Gleichberechtigung von Homosexuellen erreichen will. Er meint, dass „es schwer vorstellbar ist, wohin das alles führen soll“. | Johann Gudenus                                                                              | | [ 13 ]                                                  |
| November 2014         | Der FPÖ-Nationalratsabgeordnete Christian Höbart beleidigt Flüchtlinge auf Facebook als „Erd- und Höhlenmenschen“. | Christian Höbart                                                                            | | [ 13 ]                                                  |
| November 2014         | In den „Bezirksblättern Niederösterreich“ wird ein Foto veröffentlicht, das den FPÖ-Bezirksobmann von Tulln, Andreas Bors, mit zwei anderen Männern beim Hitlergruß zeigt. | Andreas Bors                                                                                | | [ 13 ]                                                  |
| November 2014         | Der FPÖ-Gemeinderat von Steyr, Kurt Lindlgruber, bezeichnet die Regierung als „Parasiten und Schmarotzer“, die von „linken Systemschreiblingen“ unterstützt werden. Dazu droht er politischen Gegnern offen mit Zwangsarbeit „auf dem Kartoffelacker“. Gleiche Formulierungen und Beschimpfen fanden in NS-Deutschland statt. | Kurt Lindlgruber                                                                            | Konsequenzen werden keine bekannt. | [ 13 ]                                                  |
| Jänner 2015           | FPÖ-Parteiobmann Hans Wunner aus Bad Aussee muss zurücktreten, als in Erfahrung gebracht wird, dass er für die neonazistische und holocaustleugnende Europäische Aktion aktiv ist. | Hans Wunner                                                                                 | Wunner muss zurücktreten. | [ 13 ]                                                  |
| Jänner 2015           | Der FPÖ-Landesparteiobmann von Vorarlberg, Dieter Egger, zieht mit der antisemitischen Aussage, dass „dem Direktor des Jüdischen Museums klar sein muss, dass die Entscheidungen im Rathaus getroffen werden und nicht im Judenviertel“ die Aufmerksamkeit auf sich. | Dieter Egger                                                                                | | [ 13 ]                                                  |
| Jänner 2015           | Die FPÖ-Fraktion in Heidenreichstein hetzt im Gemeinderatswahlkampf gegen Asylwerber und behauptet, dass diese „eine Prostituierte missbraucht haben“, sodass „diese sogar ins Krankenhaus musste“. Laut dem Bezirkspolizeikommandanten ist diese Aussage „schlichtweg falsch.“ | FPÖ Heidenreichstein                                                                        | | [ 13 ]                                                  |
| März 2015             | Die FPÖ-Nationalratsabgeordnete Barbara Rosenkranz steht auf der Referentenliste eines „Lesertreffens“ der deutschen rechtsextremen Zeitung Zuerst!, auf der sich auch der deutsche Geschichtsrevisionist Walter Post oder der russische Rechtsextremist Alexander Dugin finden. | Barbara Rosenkranz                                                                          | | [ 13 ]                                                  |
| März 2015             | Der damalige stellvertretende FPÖ-Bundesparteiobmann Johann Gudenus sagt einer Teilnahme an einem europäischen Neonazi-Treffen in St. Petersburg zu. Als dies durch die APA publik wird, behauptet er, kurz nach seiner Zusage wieder abgesagt zu haben. | Johann Gudenus                                                                              | | [ 13 ]                                                  |
| April 2015            | Géza Molnár, der FPÖ-Parteiobmann von Eisenstadt, beschimpft die ÖVP wegen eines Public Viewings zum Eurovision Song Contest, die einen „penetranten Tuntenaufmarsch zum Großereignis in der Haydnstadt“ mache. | Géza Molnár                                                                                 | | [ 13 ]                                                  |
| Mai 2015              | Der Gloggnitzer FPÖ-Gemeinderat Gerald Hraball beleidigt Flüchtlinge auf Facebook als „Menschenmaterial“, das für Europa „komplett wertlos und problembehaftet“ sei. | Gerald Hraball                                                                              | Der niederösterreichische Landesparteisekretär Christian Hafenecker sieht darin „keinen Nazi-Sager.“ Hraball tritt jedoch kurz danach aus der FPÖ aus. | [ 13 ]                                                  |
| Juni 2015             | Der stellvertretende FPÖ-Bezirksvertreter, Christian Hain, bedankt sich via Facebook bei der militanten Neonazi-Gruppe „Unsterblich“ für die Unterstützung seines Fußballvereins. | Christian Hain                                                                              | | [ 13 ]                                                  |
| Juni 2015             | Die Jugendorganisation der FPÖ, der Ring Freiheitlicher Jugend (RFJ), führt gemeinsam mit der rechtsextremen Identitären Bewegung eine gemeinsame Veranstaltung in Eisenstadt durch. Der damalige Landesobmann des RFJ betont, dass er sich freue „die ‚Identitären‘ in ein rot-blaues Burgenland“ einzuladen. | Ring Freiheitlicher Jugend                                                                  | | [ 13 ]                                                  |
| Juli 2015             | Es wird öffentlich bekannt, dass die FPÖ-Landtagsabgeordnete Hildegard Schwaiger Administratorin der rassistischen Facebook-Gruppe „Asylflut stoppen – auch in Tirol“ ist. | Hildegard Schwaiger                                                                         | Schwaiger muss zurücktreten. | [ 13 ]                                                  |
| August 2015           | Der FPÖ-Gemeinderat Markus Ripfl beschimpft die SPÖ, ÖVP und die Grünen als „Volksverräter-Trio“. Der Begriff „Volksverräter“ ist dabei ein Begriff, der während der NS-Zeit und heute noch von Neonazis verwendet wird. Auch davor ist Ripfl schon mit rechtsextremen Symbolen wie dem Kühnengruß und dem Keltenkreuz aufgefallen. | Markus Ripfl                                                                                | | [ 13 ]                                                  |
| September 2015        | Der FPÖ-Ortsparteiobmann von Lambach, Johann Gibitz, erklärt, dass er einen oberösterreichischen Lebensmittelhersteller boykottieren werde, da die Frau des Geschäftsführers Flüchtlingen kostenfrei Deutschunterricht gibt. | Johann Gibitz                                                                               | | [ 13 ]                                                  |
| September 2015        | Der Welser FPÖ-Gemeinderatskandidat Ralph Schäfer wird als Gründer einer „Bürgerwehr“ bekannt, welche gegen „Einbrecherbanden aus dem Ausland“ vorgehen soll. Außerdem bezeichnete er Adolf Hitlers Stellvertretenden Rudolf Heß als „Märtyrer“. | Ralph Schäfer                                                                               | Schäfer stand wegen NS-Wiederbetätigung vor Gericht, der Prozess wurde durch Diversion beendet. | [ 13 ]                                                  |
| Oktober 2015          | Die FPÖ-Fraktionsvorsitzende aus Stockerau, Sabina Kracher beleidigt Flüchtlinge als „Parasiten“ und meint, dass „zu viele Parasiten den Wirt töten“. | Sabina Kracher                                                                              | Kracher tritt nach einigen Tagen zurück. | [ 13 ]                                                  |
| November 2015         | Der Grazer FPÖ-Parteiobmann Mario Eustacchio nimmt an einer Demonstration der rechtsextremen Identitären Bewegung teil, bei der auch der Polizei bekannte Neonazis mitmarschieren. | Mario Eustacchio                                                                            | | [ 13 ]                                                  |
| Jänner 2016           | Der damalige Dritte Präsident des Landtages der Steiermark, Gerhard Kurzmann, marschiert bei einer flüchtlingsfeindlichen Demonstration der rechtsextremen Identitären Bewegung mit. | Gerhard Kurzmann                                                                            | | [ 13 ]                                                  |
| Februar 2016          | Der FPÖ-Nationalratsabgeordnete Wolfgang Zanger hält eine Rede auf einer Demonstration der rechtsextremen Identitären Bewegung in Judenburg. | Wolfgang Zanger                                                                             | | [ 13 ]                                                  |
| Februar 2016          | Der Kassier der Zamser FPÖ, Patrick Oberprantacher, veröffentlicht ein Posting mit dem Bild des damaligen Bundesparteivorsitzenden Heinz-Christian Strache und einem von Joseph Goebbels stammenden Zitat: „Nun Volk, steh auf, und Sturm, brich los!“. | Patrick Oberprantacher                                                                      | | [ 13 ]                                                  |
| April 2016            | Der FPÖ-Gemeinderat und Obmann der Freiheitlichen Studenten der Universität Wien, Markus Ripfl, der schon zuvor mit rechtsextremen Aktivitäten aufgefallen ist und Mitglied der neonazistischen Burschenschaft Olympia ist, lädt ungarische Neonazis nach Österreich ein. | Markus Ripfl                                                                                | | [ 13 ]                                                  |
| April 2016            | Anton Mahdalik, ein Wiener FPÖ-Gemeinderat, vergleicht die Anhänger seiner Partei mit den Verfolgten des NS-Regimes. | Anton Mahdalik                                                                              | | [ 13 ]                                                  |
| Juni 2016             | Die Wiener FPÖ-Fraktion lehnt die Benennung einer Schule nach dem NS-Opfer Friedrich Zawrel ab, der als Kind die nationalsozialistische Euthanasieanstalt Am Spiegelgrund überlebt hat. Die FPÖ-Funktionäre Dietrich Kops und Werner Grebner bezeichneten Zawrel als „Verbrecher“. | FPÖ Wien; Dietrich Kops und Werner Grebner                                                  | | [ 13 ]                                                  |
| Juni 2016             | Die FPÖ lädt Vertreter mehrerer rechtsextremer europäischer Parteien in ihren Parlamentsklub unter dem Motto „Patriotischer Frühling“ ein. Unter den Gästen ist die Vorsitzende der französischen rechtsextremen Partei Front National, Marine Le Pen. | FPÖ-Parlamentsklub                                                                          | | [ 13 ]                                                  |
| August 2016           | Der Schwechater FPÖ-Gemeinderat Wolfgang Zistler erklärt auf Facebook, es sei ihm „eine Ehre, auch Nazi genannt zu werden“. | Wolfgang Zistler                                                                            | | [ 13 ]                                                  |
| August 2016           | Der Pächter der Jausenstation Moaristidls in Gmunden und FPÖ-Gemeindevorstand von Vorchdorf Tom Edtmeier bezeichnet in einer Aussendung Arbeitslose als "arbeitsfaule Wohlstandsparasiten" und fordert mehr Sanktionen vom AMS. | Thomas Edtmeier                                                                             | | [ 16 ] [ 17 ]                                           |
| September 2016        | Der oberösterreichische FPÖ-Landesrat Elmar Podgorschek verbreitet auf Facebook flüchtlingsfeindliche Propaganda und behauptet, dass „die Kriminalität im Land explodiere“. Die Daten der Polizei widerlegen diese Aussage und zeigen auf, dass ein Rückgang der Kriminalität zu bemerken ist. | Elmar Podgorschek                                                                           | | [ 13 ]                                                  |
| Oktober 2016          | Der FPÖ-Gemeinderat Andreas Lehner aus Kremsmünster beleidigt auf einem Volksfest den Besitzer eines Kebabstandes rassistisch, zertrümmert dort eine Scheibe dieses Standes und verletzt einen einschreitenden Polizisten. | Andreas Lehner                                                                              | Lehner stellt seine FPÖ-Mitgliedschaft ruhend und wird später zu einer Haftstrafe von sechs Monaten verurteilt. | [ 13 ]                                                  |
| Oktober 2016          | Herbert Kickl, Generalsekretär der FPÖ, hält eine Rede auf dem Kongress der rechtsextremen Burschenschaft Arminia Czernowitz, „Verteidiger Europas“, deren Mitglied der Linzer FPÖ-Vizebürgermeister und -Stadtparteiobmann Detlef Wimmer ist. | Herbert Kickl, Detlef Wimmer                                                                | | [ 13 ]                                                  |
| November 2016         | Der oberösterreichische FPÖ-Landeshauptmann-Stellvertreter, Manfred Haimbuchner, würdigt in einer Rede den NSDAP-Politiker und SS-Brigadeführer Anton Reinthaller, der 1956 ebenfalls zum ersten Vorsitzenden der FPÖ wurde. | Manfred Haimbuchner                                                                         | | [ 13 ]                                                  |
| März 2017             | Der Nationalratsabgeordnete der FPÖ, Roman Haider, erzwingt illegal den Abbruch eines Seminars zum Thema Extremismus an einem Linzer Realgymnasium, das auch sein Sohn besucht. Die Schulleitung berichtete von Drohungen des Funktionärs. | Roman Haider                                                                                | | [ 13 ]                                                  |
| März 2017             | Die oberösterreichische FPÖ richtet auf ihrer Website eine „Meldestelle“ ein, bei der Lehrer gemeldet werden sollen, die sich kritisch gegenüber der Partei äußern. Weiters werden Schüler aufgefordert, sich am Projekt zu beteiligen. | FPÖ Oberösterreich                                                                          | | [ 13 ]                                                  |
| April 2017            | Der Imster Bezirksfunktionär der FPÖ, Franz Schardinger, gratuliert Adolf Hitler mit dem Facebook-Beitrag „Happy Birthday, Adolf!“ zum Geburtstag. | Franz Schardinger                                                                           | Schardinger wird aus der FPÖ ausgeschlossen, als der Nationalratsabgeordnete Harald Walser die Öffentlichkeit darüber informiert. Die FPÖ-Politikerin Anneliese K. präsentiert jedoch wiederum auf Facebook den (keinerlei kritischen) Standpunkt der Imster Gemeinderatsfraktion dazu: „Franz wir akzeptieren und lieben dich FPÖ Imst …“. | [ 13 ]                                                  |
| Mai 2017              | Die niederösterreichische FPÖ kritisiert die ÖVP unter Verwendung des Begriffes „Blutschande“, der ein Synonym für das nationalsozialistische Propagandawort „Rassenschande“ ist. | FPÖ Niederösterreich                                                                        | | [ 13 ]                                                  |
| Juli 2017             | Es wird bekannt, dass der FPÖ-Nationalratsabgeordnete Johannes Hübner 2016 auf dem Jahreskongress der rechtsextremen Gesellschaft für freie Publizistik eine Rede gehalten hat und dabei antisemitische Aussagen getätigt hat. | Johannes Hübner                                                                             | Hübner verzichtet daraufhin auf eine erneute Kandidatur zum Nationalrat. | [ 13 ]                                                  |
| 26. September 2017    | Nach Hinweisen des Bloggers Markus Wilhelm wurden in der Landecker Apotheke des FPÖ-Landesvorstandsmitglieds Martin Hochstöger Nazi-Devotionalien gefunden, die dieser dort zur Schau stellte. | Martin Hochstöger                                                                           | Hochstöger legte seine Funktionen in der FPÖ Tirol nieder und wurde durch den Landesparteiobmann Markus Abwerzger aus der Partei ausgeschlossen. Auch von der Staatsanwaltschaft wurden unmittelbar danach Ermittlungen wegen eines möglichen Verstoßes gegen das NS-Verbotsgesetz eingeleitet. Das Ermittlungsverfahren wurde im Dezember 2017 eingestellt. | [ 18 ] [ 19 ] [ 20 ] [ 21 ] [ 22 ] [ 23 ] [ 24 ] [ 25 ] |
| 11. Jänner 2018       | Der damalige Innenminister Herbert Kickl sagte in einer Pressekonferenz man solle die Asylbewerber „konzentriert“ an einem Ort halten. | Herbert Kickl                                                                               | Die Aussage sorgte weltweit für Empörung. Die Washington Post, der Spiegel, die Daily Mail und die Times of Israel berichteten beispielsweise über den Vorfall. Kickl verteidigte sich damit, dass das Wort „konzentriert“ nichts mit der Sprache der Nazis zu tun hat und er das Wort „Lager“ nicht verwendet habe. | [ 26 ] [ 27 ]                                           |
| 23. Jänner 2018       | Im Landtagswahlkampf in Niederösterreich 2018 wurde ein 300-seitiges Liederbuch der Burschenschaft Germania zu Wiener Neustadt publik, das unter anderem folgende Zeile enthielt: „Da trat in ihre Mitte der Jude Ben Gurion: ,Gebt Gas, ihr alten Germanen, wir schaffen die siebte Million.‘“ | Udo Landbauer                                                                               | FPÖ-Spitzenkandidat und Mitglied der Germania, Udo Landbauer, beteuerte, von den Texten nichts gewusst zu haben, trat allerdings von allen politischen Funktionen zurück. Nachdem die Ermittlungen der Staatsanwaltschaft Wiener Neustadt wegen NS-Wiederbetätigung gegen vier Personen, die für die Zusammenstellung und Illustration der sichergestellten Liederbücher der Wiener Neustädter Burschenschaft verantwortlich zeichneten, im August eingestellt worden waren, kehrte Landbauer im Februar 2019 als Gemeinderat in die Wiener Neustädter Kommunalpolitik zurück. Er übernahm die Funktion des geschäftsführenden Obmanns des FPÖ-Landtagsklubs. Im September 2018 wurde Landbauer auch zum geschäftsführenden Landesparteiobmann bestellt. | [ 28 ] [ 29 ]                                           |
| 23. März 2018         | Sechs Personen teilten in zwei WhatsApp-Gruppen Bilder mit Neonazi-Inhalten. Zwei von ihnen waren FPÖ-Gemeinderäte, bestätigte die Landespartei. Die Betroffenen haben bei der Einvernahme gestanden, Bilder, auf denen Adolf Hitler mit einschlägigen Sprüchen zu sehen sei, verschickt zu haben. | Zwei FPÖ-Gemeinderäte                                                                       | Staatsschützer und Polizisten führten in der oberösterreichischen Gemeinde Suben eine Razzia durch. Die betroffenen FPÖ-Gemeinderäte traten noch am selben Tag aus der Partei aus und kamen laut Landespartei damit einem Ausschluss zuvor. | [ 30 ]                                                  |
| 8. Mai 2018           | Am Jahrestag der Befreiung vom Nationalsozialismus macht der grüne Salzburger Landtagsabgeordnete Simon Hofbauer publik, dass der Landesobmann des Rings Freiheitlicher Jugend (RFJ) und FP-Ortschef der Gemeinde Lofer, Markus Hüttenmeyer 2009 auf Facebook das Instruktionsbuch der NSDAP von 1934 Politische Fibel. Richtlinien für die politisch-weltanschauliche Schulung des NS-Kaders Hansjörg Männel mit „Für uns Nationalsozialisten darf das Bekenntnis zu einer Weltanschauung niemals zur Phrase werden“ zitierte und sich dabei selbst als Nationalsozialist bezeichnete. | Markus Hüttenmeyer                                                                          | Die FPÖ bestätigte den Sachverhalt. Noch am Tag der Bekanntmachung legte Hüttenmeyer sein Amt nieder, gab aber keine Stellungnahme ab. | [ 31 ] [ 32 ] [ 33 ] [ 34 ] [ 35 ] [ 36 ] [ 37 ] [ 38 ] |
| 2. Juli 2018          | Ein 42-jähriger Kadersoldat des Bundesheers und Funktionär in der freiheitlichen Bundesheergewerkschaft wird von mehreren Rekruten belastet. So soll er antisemitische „Witze“ erzählt haben, bei einem Einsatz im Burgenland die Order ausgegeben haben, mit Flüchtlingen, die er mehrmals als „Schweine“ bezeichnete, nicht zimperlich umzugehen und diese unter anderem durch Fußtritte und Schläge ins Gesicht mit einer Taschenlampe misshandelt haben. Zudem soll er Flüchtlinge gezwungen haben, niederzuknien und sie auch verbal verängstigt und bedroht haben. | FPÖ-Gewerkschaftsfunktionär                                                                 | Das Bundesheer hatte Anzeige erstattet und den Mann suspendiert. Später trat er ganz aus dem Heer aus. Am 2. Juli stand er in Feldkirch wegen NS-Wiederbetätigung, Verhetzung, Quälen eines Gefangenen und gefährlicher Drohung vor Gericht. Er war teilgeständig und wurde rechtskräftig zu zweieinhalb Jahren Haft, zehn Monate davon bedingt, verurteilt. Auf deren Facebook-Seite der FPÖ-Bundesheergewerkschaft wird er auch noch Ende November, also fast fünf Monate nach dem Urteil als Funktionär geführt. | [ 39 ]                                                  |
| 24. Juli 2018         | Ein stellvertretender FPÖ-Ortsparteichef einer Pinzgauer Gemeinde bezeichnet das französische Fußball-Nationalteam nach dem WM-Sieg auf Facebook als „Kongoaffen“. Schon früher hatte er angedroht, „schlauen Personen“, die die EU verteidigten, „die Fresse zu polieren“. Er hatte daraufhin eine zweite Chance von der Partei erhalten. | FPÖ-Gemeindefunktionär                                                                      | Ende Juli ist er auf Anraten der Landespartei von allen politischen Ämtern zurückgetreten. „Er hat die Konsequenzen gezogen und ohne Verzögerung seinen Rücktritt erklärt“, sagte der freiheitliche Landespressesprecher Dom Kamper. | [ 40 ]                                                  |
| 15. August 2018       | Ein Stadtrat der FPÖ in Amstetten kommentiert das Posting eines Parteifreundes zu einer Werbung der ÖBB mit den Worten: „Meine ÖBB Vorteilscard werde ich nun definitiv nicht verlängern statt dessen mit der Westbahn fahren. Das ist doch nicht normal! 2 vermeintliche Schwuchteln m Baby und davon noch ein Neger. Mir grausts…“ Auf dem Sujet der Bundesbahnen sind zwei Männer mit einem Baby zu sehen. Einer der beiden ist dunkelhäutig. | FPÖ-Stadtrat                                                                                | Das Posting wurde von der FPÖ Amstetten unter dem Vorwand der Meinungsfreiheit verteidigt. Der Politiker willigte vor Gericht ein, statt einer Strafe an dem Projekt „Dialog statt Hass“ des Vereins Neustart teilzunehmen und 1.500 € an einen gemeinnützigen Verein zu spenden. | [ 41 ] [ 42 ] [ 43 ]                                    |
| 12. September 2018    | Die Regierung schlägt den Juristen und früheren Mitarbeiter von Martin Graf, Hubert Keyl, als Verwaltungsrichter vor. Das Gericht ist auch für Asylberufungen zuständig. Keyl und seine Frau hatten Verbindungen zum mehrmals verurteilten Neonazi Gottfried Küssel, zudem hatte Keyl den Widerstandskämpfer Franz Jägerstätter in der FPÖ-nahen Wochenzeitung „Zur Zeit“ als „Verräter“ bezeichnet. | Hubert Keyl und Norbert Hofer                                                               | Keyl zieht seine Bewerbung schließlich zurück, aber wird Kabinettsmitarbeiter von FPÖ-Verkehrsminister Norbert Hofer und Abteilungsleiter im Verkehrsministerium. | [ 44 ] [ 45 ] [ 46 ]                                    |
| 17. September 2018    | „Schütze Deine Rasse, es ist das Blut Deiner Ahnen!“, war in einem Posting der offiziellen Facebook-Seite der FPÖ Vöcklamarkt zu lesen. Es zeigte das sepiafarbene Foto einer Frau mit blondem Zopf, die einen Strauß Getreide im Arm hält. Das Motiv von der „guten deutschen Frau“ erinnert an die völkische Bildsprache der Nationalsozialisten. Bernd Babisch, FPÖ-Funktionär aus Pinkafeld, kommentierte den Vorfall mit den Worten: „Und wo ist das Problem? Bei jeder seriösen Zucht von Tieren wird darauf geachtet, dass nichts vermischt wird.“ | FPÖ Vöcklamarkt und Bernd Babisch                                                           | Der Pinkafelder FPÖ-Chef Christoph Theiler ging auf Distanz zu Babisch. Am 19. September quittierte Bernd Babisch seine Gemeinderats-Funktion zurück und aus der FPÖ aus. | [ 47 ] [ 48 ]                                           |
| 6. Oktober 2018       | Zwei hochrangige Mitarbeiter im Kabinett des FPÖ-Verteidigungsministers Mario Kunasek fallen durch Postings auf, in denen sich einer der beiden Mitarbeiter als „anständiger Deutscher“ bezeichnet, obwohl er Österreicher ist, und rechtsextreme Verschwörungstheorien verbreitet werden. | Mario Kunasek und sein Kabinett                                                             | Kunasek stellte sich hinter seine Kabinettsmitarbeiter, disziplinäre Maßnahmen gäbe es keine. | [ 49 ] [ 50 ]                                           |
| 4. November 2018      | In einer WhatsApp-Gruppe wurden Nachrichten, Fotos und Links geteilt, die neben „unangemessener Satire mit NS-Bezug“ auch den Verdacht der Verherrlichung von NS-Gedankengut nahelegen. Gefunden wurden in der Handy-Kommunikation auch eine Nachricht zum 20. April (Hitlers Geburtstag) mit dem Wortlaut „Heute Staatsfeiertag. Sieg Heil!“ sowie Nazipornos. Einer der Beschuldigten war für die FPÖ zu Gemeinderatswahlen angetreten, soll der Partei nun aber nicht mehr angehören. | FPÖ-Gemeinderatskandidat                                                                    | Die Staatsanwaltschaft Salzburg ermittelte gegen sechs Personen. „Unser Mandant ist nicht mehr Mitglied der FPÖ“, erklärt FPÖ-Landesparteisekretär Andreas Hochwimmer, dessen Kanzlei den Mann verteidigt. | [ 51 ] [ 52 ]                                           |
| 5. November 2018      | Im Vorfeld seines Auftritts beim parlamentarischen Untersuchungsausschuss zur BVT-Affäre zeigten Recherchen des STANDARD, dass Peter Goldgruber, Generalsekretär im Innenministerium, auf Facebook mit antisemitischen Plattformen und Gruppen interagiert hat. Er war etwa in der Gruppe „Ken FM nur für Systemkritiker“. | Peter Goldgruber                                                                            | Goldgruber gibt an, dass er auf Ken FM aufmerksam wurde, da es „interessante Dokumentationen über die Firma Thoma aus Salzburg brachte, die spezielle Holzhäuser baut“. | [ 53 ]                                                  |
| 6. November 2018      | Konrad Weiß, ein Pressesprecher von Heinz-Christian Strache, wird auf der sogenannten Herbstakademie der rechtsextremen Plattform Institut für Staatspolitik als Redner angekündigt. Weiß publiziert auch regelmäßig in Publikationen des IfS-Gründers Götz Kubitschek. | Konrad Weiß und Heinz-Christian Strache                                                     | Nach dem Treffen Mitte November sagt ein anderer Sprecher Straches, Weiß sei schließlich nicht dort gewesen, weil er verhindert gewesen sei. | [ 54 ] [ 55 ] [ 56 ]                                    |
| 11. November 2018     | Der FPÖ-Gemeinderat Salvatore Angelo Raineri aus Kleinzell behauptet mit einem Posting auf Facebook, der Begriff Nazi sei vor 2000 Jahren von Juden erfunden worden und bedeute „von Gott auserwählte, heilige Personen“. „Jesus von Nazareth“ dürfte laut dem Posting des FPÖ-Funktionärs als „Jesus, der Naziverehrer“ verstanden werden. | Salvatore Angelo Raineri                                                                    | FPÖ-Bezirksobmann Christian Hafenecker sagte, dass dies für ihn ein „vollkommen unangebrachter und satirischer Text“ sei. Da Raineri das bereits am 11. November postete, halte Hafenecker auch den Faschingsbeginn als Grund für den Eintrag für möglich. Er werde ein „ernstes Gespräch“ mit Raineri suchen. | [ 57 ] [ 58 ]                                           |
| 12. November 2018     | Die Wiener FPÖ-Landtagsabgeordneten Wolfgang Jung und Johann Herzogan nehmen an einer Ehrenveranstaltung für den NS-Piloten Walter Nowotny teil. Nowotny galt als glühender Anhänger Hitlers, er wurde zum „Fliegerhelden“ mystifiziert. | Wolfgang Jung und Johann Herzogan                                                           | | [ 59 ]                                                  |
| 14. November 2018     | In einem Facebook-Video der FPÖ, das die Einführung eines Fotos auf der E-Card bewerben will, wird eine rassistische Geschichte über „Ali“ und „Mustafa“ erzählt. Die beiden werden abwertend mit Fez und Schnurrbart dargestellt. | FPÖ-Bundespartei                                                                            | Nach einem Aufschrei gab Vizekanzler Heinz-Christian Strache (FPÖ) an, die „Qualitätssicherung“ habe versagt; der Mitarbeiter erhalte eine „dunkelgelbe Karte“. | [ 60 ]                                                  |
| 15. November 2018     | Die Dritte Nationalratspräsidentin Anneliese Kitzmüller (FPÖ) lädt die Brauchtumsgruppe „Lords of Darkness“ ins Parlament. Deren Mitglieder zeigten auf Facebook Tattoos, die an verbotene NS-Symbole erinnern, und schrieben, sich nach dem Wahlsieg Alexander Van der Bellens eine „Schusswaffe zuzulegen“. | Anneliese Kitzmüller                                                                        | | [ 61 ]                                                  |
| 20. Februar 2019      | Der FPÖ-Gemeinderat Andreas Traxler aus Vorderweißenbach teilt auf Facebook ein Bild, das eine blonde Frau zeigt, darunter der Schriftzug: „Schütze deine Rasse, es ist das Blut deiner Ahnen.“ | Andreas Traxler                                                                             | | [ 62 ]                                                  |
| 25. Februar 2019      | Laut der Organisation SOS Mitmensch hat der freiheitliche EU-Spitzenkandidat Harald Vilimsky „großflächige Inseratenschaltungen“ in Auftrag gegeben, mit denen die „rechtsextreme Szene in Österreich“ finanziert werde. Vilimsky nutze die EU-Gelder seiner Fraktion, um das „rechtsextreme Magazin“ Info direkt mitzufinanzieren. | Harald Vilimsky                                                                             | | [ 63 ]                                                  |
| 4. März 2019          | André Taschner flog 2011 wegen Neonazi-Kontakten per Notverordnung aus der steirischen FPÖ. Jetzt ist er kooptiertes Mitglied im Bundesvorstand des RFJ. | André Taschner und der RFJ                                                                  | Der Obmann des RFJ findet, man müsse „die Geschichte auch einmal ruhen lassen“. | [ 64 ]                                                  |
| 11. März 2019         | Die FPÖ-Abgeordneten Edith Mühlberghuber und Peter Gerstner sind Mitglieder der geschlossenen Facebook-Gruppe „Deutsches Reich“, in der antisemitische, revisionistische und den Nationalsozialismus verherrlichende Inhalte geteilt werden. | Edith Mühlberghuber und Peter Gerstner                                                      | | [ 65 ]                                                  |
| 5. April 2019         | Die Dritte Nationalratspräsidentin Anneliese Kitzmüller (FPÖ) macht Dimitrij Grieb zu ihrem Büroleiter. Dessen Name tauchte bereits 2014 als Urheber eines Protokolls der rechtsextremen „Jungen Landsmannschaft Ostdeutschland“ auf. | Anneliese Kitzmüller und Dimitrij Grieb                                                     | | [ 66 ]                                                  |
| 18. April 2019        | Im FPÖ-regierten Wels handelt ein Mitarbeiter der „Ordnungswache“ mit NS-Devotionalien. Er kandidierte zuvor für die FPÖ-Gewerkschaftsfraktion. | Kandidat der FPÖ-Gewerkschaftsfraktion                                                      | Nach dem Zeitungsbericht wird der Mitarbeiter entlassen. | [ 67 ] [ 68 ]                                           |
| 22. April 2019        | Der blaue Vizebürgermeister von Braunau, Christian Schilcher, vergleicht in einem Gedicht in einem Parteiblatt Menschen mit Ratten und schreibt von „Kanalisationshintergrund“. | Christian Schilcher                                                                         | Kanzler Sebastian Kurz (ÖVP) fordert eine Distanzierung der FPÖ Oberösterreich. Der Autor entschuldigt sich zunächst nur und meint, er habe niemanden „beleidigen“ wollen. Am Tag darauf tritt er zurück. | [ 69 ]                                                  |
| 26. April 2019        | Die nicht-amtsführende Wiener FPÖ-Stadträtin, Ursula Stenzel vergleicht den Interview-Stil von ZiB2-Moderator Armin Wolf mit dem Verhörton des Volksgerichtshofs. | Ursula Stenzel                                                                              | Neos-Klubchef Christoph Wiederkehr bezeichnet die Aussage Stenzels als "absolute Grenzüberschreitung" und "unerhört". Die SPÖ-Sprecherin für Gedenkkultur im Nationalrat, Sabine Schatz, fordert einen Rücktritt Stenzels. Die Wiener FPÖ weist die Forderungen zurück. | [ 70 ]                                                  |
| 24. Juni 2019         | Die FPÖ Tulln setzt Andreas Bors auf ihre Kandidatenliste für die Nationalratswahl. Im Jahr 2014 wurde ein Foto veröffentlicht, das Bors in Hitlergruß-Pose zeigt. Deshalb verzichtete er 2017 auch auf sein Bundesratsmandat. | Andreas Bors und die FPÖ Tulln                                                              | | [ 71 ]                                                  |
| 1. August 2019        | Der Kärntner FPÖ-Obmann Gernot Darmann fordert, dass Drogendealer in Gefängnissen ihre Zellen „mit der Zahnbürste“ putzen sollen. | Gernot Darmann                                                                              | Kritiker fühlten sich an den NS-Terror nach dem sogenannten „Anschluss“ 1938 erinnert, als Juden gezwungen wurden, Straßen und Gehsteige mit Zahnbürsten zu reinigen. Der Pressesprecher des Kärntner FPÖ-Obmanns Gernot Darmann legt auf die Feststellung Wert, dass „Darmann die NS-Schreckensherrschaft immer aus tiefster Überzeugung abgelehnt hat“ und das im Artikel erwähnte Zitat im Zuge einer Pressekonferenz über die ausufernde Drogenproblematik in Kärnten gefallen sei. | [ 71 ]                                                  |
| 30. September 2019    | Wolfgang Zanger ist Mitglied der Verbindung Pennales Corps Austria zu Knittelfeld. Es kommt ans Licht, dass in einem Liederbuch der Verbindung ein Text enthalten ist, der unter anderem eine „Heil Hitler“-Passage enthält. In weiteren Textpassagen heißt es unter anderem: „Polenmädchen sind verboten / Judenschicksen sind tabu / eine Stute zu besteigen / lässt der Veterinär nicht zu.“, „Von der Ferne kamen die Franzosen mit Kunstglaspinseln in den Hosen, Germanen aus dem fernen Bayern mit Hackenkreuzen (sic) auf den Eiern“ und: „Entlastet ist der Nazipimmel, der frei bleibt vom Rassenfimmel.“ Zanger gab kund, das Liederbuch in seinem Besitz gefunden zu haben, am Sitz des Pennalen Corps läge es aber nicht mehr auf.                                              | Wolfgang Zanger                                                                             | Während der Abgeordnete zunächst mitteilte, sich deswegen „niemals“ zu schämen, schickte die FPÖ am Donnerstag eine Aussendung: Zanger lehne „jede Form des Rassismus, Nationalsozialismus und Antisemitismus entschieden ab“, hieß es darin. Zanger sagte, er habe das Liederbuch 2005 von einem älteren Mitglied seiner Verbindung geschenkt bekommen. „Seither liegt es bei mir daheim, verstaubt, ungelesen und nicht gebraucht“, so Zanger. Er werde sich davon nicht distanzieren, weil er es nicht geschrieben habe. Weggeben wolle er das Buch aber auch nicht, „weil mir die Person, die es mir damals gegeben hat, etwas wert ist“. Alle anderen Parteien in der Steiermark reagierten entsetzt auf die Affäre. Das Landesamt für Verfassungsschutz und Terrorismusbekämpfung in der Steiermark hat Ermittlungen gegen Unbekannt wegen des möglichen Verstoßes gegen das Verbotsgesetz aufgenommen. | [ 72 ] [ 73 ] [ 74 ] [ 75 ] [ 71 ]                      |
| 5. Mai 2020           | Der Wiener FPÖ-Chef Dominik Nepp spricht in einer Aussendung zu COVID-19-Tests in einem Asylwerberheim von einem „Asylantenvirus“ | Dominik Nepp                                                                                | SPÖ und Grüne kritisieren den Inhalt der FPÖ-Aussendung scharf: „Das ist widerlichster rassistischer Müll. Das ist nach § 283 StGB Verhetzung zu prüfen.“ Eine Sachverhaltsdarstellung sei bei der Staatsanwaltschaft eingebracht worden. | [ 76 ]                                                  |
| 1. Juni 2020          | Laut Berichten der Süddeutschen Zeitung soll Heinz-Christian Strache im Jahr 1992 eine handschriftliche, antisemitische Widmung in ein Buch über „Jüdische Bekenntnisse aus allen Zeiten und Ländern“ geschrieben haben. Darin beschreibt er Juden als „unsere Gegner“ und „machtlüstern“. Einem Gutachter zufolge war es „mit an Sicherheit grenzender Wahrscheinlichkeit“ Strache selbst, der die antisemitischen Äußerungen geschrieben hat. | HC Strache                                                                                  | Strache teilte mit, er könne sich weder an das Buch noch an eine solche Widmung erinnern. | [ 77 ] [ 78 ]                                           |
| 26. Juli 2020         | Der steirische FPÖ-Vizeklubobmann brachte über Facebook ein Video von sich in Umlauf, in dem er Roma und Sinti antiziganistisch beschimpft. | Stefan Hermann                                                                              | Die Staatsanwaltschaft Graz beantragte wegen des Verdachts der Verhetzung die Aufhebung der Immunität des Abgeordneten, was vom steirischen Landtag abgelehnt wurde. | [ 79 ] [ 80 ]                                           |
| 4. August 2020        | Der Ternitzer FPÖ-Stadtrat Erwin Scherz veröffentlicht ein Foto von sich mit einem Reichsadler-T-Shirt. | FPÖ-Stadtrat Erwin Scherz                                                                   | Scherz gab bekannt, dass er nicht gewusst habe, dass es sich bei dem Adler um ein NS-Symbol handle. Zudem habe er nicht darauf geschaut, was sich auf dem T-Shirt befand. Es gab keine Konsequenzen für den Stadtrat. | [ 81 ] [ 82 ]                                           |
| 18. Oktober 2021      | Ein Flachgauer Lokalpolitiker der FPÖ wurde wegen seines Wunschkennzeichens mit dem Zahlencode „88“ angezeigt. Im Zuge der Ermittlungen wurden mehrere Straftaten auf dem Handy des Lokalpolitikers entdeckt, wegen derer mehrere Familienmitglieder zu Haftstrafen verurteilt wurden. | Flachgauer FPÖ-Politiker                                                                    | | [ 83 ]                                                  |
| 18. Jänner 2022       | Ein niederösterreichischer Spitzenkandidat der FPÖ Waidhofen für den Gemeinderat gab in einem Interview an, das letzte Buch, das er gelesen habe, sei Mein Kampf gewesen. | Josef Gschwandegger                                                                         | Die Landesgeschäftsführer von ÖVP und SPÖ forderten noch am gleichen Tag den Rücktritt Gschwandeggers als Spitzenkandidat seiner Partei. Gschwandegger blieb Spitzenkandidat und ist immer noch im Gemeinderat (Stand Februar 2024). | [ 84 ] [ 85 ] [ 86 ]                                    |
| 8. Jänner 2023        | Am 8. Jänner 2023 erfuhr die Öffentlichkeit, dass es bei den Hausdurchsuchungen bei der Grazer FPÖ zu Funden von NS-Material beim mittlerweile Ex-FPÖ-Gemeinderat und -Stv.-Stadtparteiobmann Roland Lohr und einem weiteren Verdächtigen gekommen ist. Gefunden wurde alleine bei Lohr "2587 digitale Schriftstücke mit offensichtlich nationalsozialistischem Hintergrund." | Roland Lohr und ein weiterer Grazer FPÖ-Funktionär                                          | Ermittlungen gegen Lohr – und einen zweiten ehemaligen Mitarbeiter im früheren FPÖ-Gemeinderatsklub – werden nach dem Verbotsgesetz geführt, konkret Paragraf 3g, und laufen noch (Stand April 2024). Lohr ist mittlerweile aus der FPÖ ausgetreten, als Gemeinderat trat er jedoch erst im März 2024 im Zuge von Ermittlungen gegen ihn wegen Kinderpornografie (§ 207a StGB) zurück. | [ 87 ] [ 88 ] [ 89 ] [ 90 ] [ 91 ] [ 92 ]               |
| 23. Jänner 2023       | Der niederösterreichische FPÖ-Landeschef Udo Landbauer beantwortete eine Frage des Standards, ob er noch mit der Burschenschaft, die in die „NS-Liederbuchaffäre“ verwickelt war, Kontakt habe, mit „Ja, selbstverständlich, es leben ja viele davon wie ich in Wiener Neustadt. Das sind ja alles keine schlechten Menschen“ und relativiert damit deren Nähe zur NS-Ideologie. Im selben Interview antwortete Landbauer auf die Frage, ob er sich als Landeshauptmann den Menschenrechten verpflichtet fühle, mit folgender Aussage: „Ich würde mich den Rechten der Landsleute verpflichtet fühlen. […] Was ist denn überhaupt ein Menschenrecht? […] Ich unterscheide zwischen Staatsbürger und Nichtstaatsbürger“.                                                                      | Udo Landbauer                                                                               | | [ 93 ]                                                  |
| 27. August 2023       | Der Werbefilm der der RFJÖ zeigt zahlreiche Anspielungen an die rechtsextreme Identitäre Bewegung. Wie folgendes Beispiel erläutert: „Die herrschende Politik in Österreich und Europa sorgt dafür, dass wir keine Zukunft haben werden. […]“ Während dieser Momente werden Zahlreiche, Rechtsextreme Verschwörungsmythen aufgerufen. „[...] Wir sind Österreichs letzte Chance. Eine Generation, ein Schicksal, eine letzte Chance.“ Im Video ist die Rede einer „Version einer besseren Zukunft“, währenddessen die Jugendlichen auf den Balkon blicken, auf welchem einst Hitler den Anschluss Österreichs verkündet hat. | Ring Freiheitlicher Jugend Österreich                                                       | Kickl empfindet dieses Video als "großartig" | [ 95 ] [ 96 ] [ 97 ] [ 98 ]                             |
| 14. April 2024        | 2021 werden bei einer Hausdurchsuchung beim FPÖ-Ex-Bundes- und Nationalrat Hans Jörg Jenewein ein Schlagring, Munitionsteile und Handyfotos mit NS-Bezug, die laut Akt „eindeutig nationalsozialistische Gesinnung erkennen lassen“, gefunden. Bekannt wird der Vorfall erst im April 2024 im Zuge des Untersuchungsausschuss "zum rot-blauen Machtmissbrauch". | Hans-Jörg Jenewein                                                                          | Jenewein trat 2022 nach parteiinternen Streitereien, welche nicht im Zusammenhang mit diesem Vorfall stehen, aus der FPÖ aus. | [ 99 ]                                                  |
| 24. Mai 2024          | Am 24. Mai wurde bekannt, dass Herbert Kickl die SS in einem Auftritt im Jahr 2010 bei ATV verharmloste. | Herbert Kickl                                                                               | Keine Reaktion der FPÖ. | [ 100 ]                                                 |
| 12. und 14. Juni 2024 | Ein designierter FPÖ-Gemeinderat in Hohenberg veröffentlicht auf TikTok Videos, in denen er Aussagen wie „Ihr Flüchtlinge wisst eh schon wo ihr hingehört: in den Ofen“, „Ihr ‚Tschuschen’, ihr und eure Familien gehört alle in die Kammer gestellt“ und „ich hätte gerne in 1943 gelebt — mit Stolz sogar“ tätigte. Eine Aufnahme zeigt außerdem, wie der 29-Jährige nach einer kurzen Pause militärisch salutiert und gleich darauf seinen rechten Arm zum Hitlergruß erhebt. | Ein designierter Hohenberger FPÖ-Gemeinderat                                                | Der Angeklagte wurde zu 18 Monaten Haft, davon 6 Monaten unbedingt verurteilt und verzichtete auf sein Mandat. | [ 101 ] [ 102 ]                                         |
| 28. September 2024    | Am 28. September wurde ein Video veröffentlicht, auf dem FPÖ-Funktionäre an einer Beerdigung des ehemaligen FPÖ-Bezirksrats und Mitglieds der rechtsextremen Burschenschaft Olympia Walter Sucher teilnahmen, auf dem das Treuelied der SS gesungen wurde. | Martin Graf, Harald Stefan und Norbert Nemeth sowie der ehemalige Funktionär Johann Gudenus | Die FPÖ erklärte gegenüber der APA, dass sie nicht an der Organisation des Begräbnisses beteiligt war und verurteilte den "politischen Missbrauch" des Begräbnisses als "pietätlos und schäbig". Im November wurde bekannt, dass die Staatsanwaltschaft die Auslieferung der drei FPÖ-Abgeordneten beantragt hat. Am 16. Januar 2025 wurde Der Standard wegen übler Nachrede erstinstanzlich vom Wiener Landesgericht zu einer Entschädigung verurteilt. Das Oberlandesgericht Wien hob das Urteil erster Instanz gegen den Standard im Juli 2025 auf. | [ 104 ] [ 105 ] [ 106 ] [ 107 ] [ 108 ] [ 109 ]         |
| 29. September 2024    | Am 30. September 2024 wurde bekannt, dass an der Wahlparty der FPÖ zur Nationalratswahl Rechtsextremisten der Identitäten Bewegung teilnahmen. Einige ließen sich mit Kickl abbilden und zeigten dabei White-Power-Gesten. | Herbert Kickl                                                                               | Die FPÖ bezeichnete dies als normale Wahlparty. | [ 110 ]                                                 |
| 14. Dezember 2024     | Im Freiheitlichen Bildungsinstitut (FBI) treten der deutsche Bundestagsabgeordnete Matthias Helferich (Eigenbezeichnung: „das freundliche Gesicht des Nationalsozialismus“) und der aus dem Neonazismus stammende Publizist Benedikt Kaiser auf, um den FPÖ-Nachwuchs „weltanschaulich zu erziehen“, wie es Helferich ausdrückt. |                                                                                             | | [ 111 ]                                                 |
| 28. Dezember 2024     | Ein Aktivist und Kandidat für die Gemeinderatswahl der FPÖ Ternitz präsentiert sich auf Facebook und in der Öffentlichkeit mit mehreren NS-Tattoos. | Ein Kandidat der FPÖ Ternitz                                                                | | [ 112 ]                                                 |
| 6. Jänner 2025        | Ein Wiener FPÖ-Bezirksrat wird wegen 89 Delikten (begangen im Zeitraum 2015–2019) nach dem Verbotsgesetz angeklagt und nicht rechtskräftig verurteilt. Unter dem Tatbestand befinden sich etwa ein Wein und eine Tasse mit dem Porträt Adolf Hitlers, sowie Chats mit NS-Bezug. | Ein FPÖ-Bezirksrat aus Wien                                                                 | | [ 113 ]                                                 |
| 7. Jänner 2025        | Am 7. Jänner 2025 wurde bekannt, dass sich auf der Todesanzeige des ehemaligen FPÖ-Landtagsabgeordneten Hans Jörg Schimanek sowohl ein Symbol des SS-Ahnenerbes, als auch ein Spruch, der von den Nationalsozialisten für gefallene Soldaten verwendet wurde, befand. | Hans Jörg Schimanek                                                                         | | [ 114 ]                                                 |
| 22. Jänner 2025       | Im Jänner 2025 veröffentlichte Der Standard eine Recherche, nachdem zwei Gemeinderäte (ein Ehepaar) der FPÖ Gänserndorf zumindest 2019, 2021 und 2024 jeweils am 20. April, Adolf Hitlers Geburtstag, ein Foto von Eiernockerln mit Salat, der Lieblingsspeise Hitlers, auf Facebook posteten. Seit Jahrzehnten sind Eiernockerl in rechtsextremen Kreisen eine "wenig subtile Anspielung auf Hitler." Der Ehemann postete außerdem als Reaktion auf einen Artikel der rechtsextremen Seite Unzensuriert über den damaligen Gesundheitsminister der Grünen, Rudi Anschober, am 31. Dezember 2020 "Ab in die Gaskammer, wir sind das freie Volk". | Zwei FPÖ-Gemeinderäte in Gänserndorf, darunter die Spitzenkandidatin der Partei             | Die Gemeinderäte verweigerten gegenüber dem Standard und anderen Medien eine Stellungnahme, verzichteten jedoch auf ihre Mandate. | [ 115 ]                                                 |
| 14. Februar 2025      | Im Zuge von Untersuchungen zu den Sächsischen Separatisten wurden taktische Ausrüstungsgegenstände, Schalldämpfer, 30 kg Munition und NS-Devotionalien am damaligen Hauptwohnsitz von Rene Schimanek gefunden, einem Mitarbeiter des Nationalratspräsidenten Walter Rosenkranz. Das von der Familie Schimanek seit den 1970ern angemietete Forsthaus in der Nähe der Burgruine Kronsegg, in dem bereits Hans Jörg Schimanek jun. Wehrsportübungen der rechtsextremen Szene organisiert hatte, sollte als Stützpunkt der Sächsischen Separatisten in Österreich dienen. Bis zu seinem Tod im Dezember 2024 war Renes Vater, der ehemalige niederösterreichische FPÖ-Chef Hans Jörg Schimanek senior, Hauptmieter. Seine Todesanzeige zierte das auch von der SS missbrauchte Irminsul-Symbol. | Rene Schimanek                                                                              | René Schimanek hat sich vorläufig aus dem Büro des Nationalratspräsidenten zurückgezogen. Im März 2025 wurde Schimanek im niederösterreichischen Langenlois unter Protesten zum Stadtrat gewählt. Sowohl Walter Rosenkranz, als auch sein früherer Chef, Norbert Hofer, stärken Schimanek weiterhin den Rücken. Während Hofers Zeit als dritter Nationalratspräsident war Schimanek dessen Büroleiter. | [ 116 ] [ 117 ] [ 118 ] [ 119 ] [ 120 ] [ 121 ]         |
| 15. April 2025        | Im April 2025 wurde bekannt, dass ein FPÖ-Kandidat in Wien-Donaustadt bei den Wiener Gemeinderatswahlen am 27. April 2025 auf dem Stimmzettel stand, obwohl er im Dezember 2024 wegen NS-Wiederbetätigung zu 17 Monaten bedingter Haft verurteilt wurde. | Robert Podany                                                                               | Podany wurde nach Bekanntwerden des Urteils aus der Partei ausgeschlossen, seitens der man behauptete, von den Aktivitäten des Mannes nichts gewusst zu haben. Eine Verurteilung dieser Höhe schließt zudem laut § 42 der Wiener Gemeindewahlordnung die Kandidatur bei der Wahl aus, weshalb die MA 62 bei Podany einen Strafregisterauszug angefordert hat. | [ 122 ] [ 123 ]                                         |